# Sondermunitionslager Ostbevern-Schirlheide
Das Sondermunitionslager Ostbevern-Schirlheide, auch Versorgungslager Munition (VLM) Ostbevern genannt, befand sich im Waldstück Schirlheide in Ostbevern 16 Kilometer nordöstlich von Münster in Nordrhein-Westfalen. Es wurde 1964 bis 1991 unterhalten. 
Die 583rd Ordnance Company in Münster-Handorf der US-Army betrieb zusammen mit dem 8 Art Sup Regt RCT in Münster-Coerde der British Army die Einrichtung  mit neun erdüberdeckten Munitionslagerhäusern. In ihnen wurden Nukleargefechtsköpfe für die Kurzstreckenraketen Honest John und Lance sowie Atomgeschosse für Panzerhaubitzen vorgehalten. Die Transporte fanden per Boeing-Vertol CH-47-Transporthubschrauber („Chinook“) statt.